# Stade Ramaz Shengelia
 (mars 2025).
Si vous disposez d'ouvrages ou d'articles de référence ou si vous connaissez des sites web de qualité traitant du thème abordé ici, merci de compléter l'article en donnant les références utiles à sa vérifiabilité et en les liant à la section « Notes et références ».
Le stade Ramaz Shengelia (en géorgien : რამაზ შენგელიას სტადიონი) est un stade polyvalent à Koutaïssi, en Géorgie, utilisé principalement pour les matchs de football. C'est le stade du Torpedo Koutaïssi. Le stade peut contenir 12 000 personnes.
Il porte le nom de Ramaz Shengelia, un ancien joueur de football soviétique / géorgien.